# Josue Camacho
Josué Camacho Santiago (* 31. Januar 1969 in Guaynabo, Puerto Rico) ist ein ehemaliger puerto-ricanischer Boxer im Halbfliegengewicht. 

## Profikarriere
Im Jahre 1988 begann er erfolgreich seine Profikarriere. Am 31. Juli 1992 boxte er gegen Eddie Vallejo um den Weltmeistertitel des Verbandes WBO und siegte durch K. o. Diesen Gürtel verlor er allerdings bereits in seiner zweiten Titelverteidigung im Juli 1994 an Michael Carbajal.
Im Jahre 2002 beendete er seine Karriere.